# سیاهرگ‌های عرضی گردن
سیاهرگ‌های عرضی گردن سیاهرگ‌هایی هستند که به‌طور عرضی از گردن عبور می‌کنند.